# Petra (Majorque)
Pour les articles homonymes, voir Petra.
Petra (en catalan et en castillan) est une commune d'Espagne de l'île de Majorque dans la communauté autonome des Îles Baléares. Elle est située au nord-est de l'île et fait partie la comarque du Pla de Mallorca.

## Géographie

Localisation de l'île Majorque dans les Îles Baléares.
Localisation de Petra dans l'île de Majorque.
Localisation de la comarque du Pla de Mallorca dans l'île de Majorque.

## Économie
La commune de Petra est un lieu important de viticulture aux Baléares.

## Personnalités liées à la commune
- Junípero Serra, missionnaire franciscain né à Petra en 1713.

## Jumelage
- Baler (Philippines)